# Мара Джорджевич
Мара (Мария) Мишович, по мъж Джорджевич (на сръбски: Мара (Марија) Мишовић, Мара Ђорђевић), е сръбска певица на авторска и народна музика.

## Биография
Родена е на 31 януари 1916 година като Мария Мишович. Родена е в Одобещ, източна Румъния, в семейство от Тетово. Родителите ѝ Александър Мишович и Руша Джилевич са родени в Тетово. В юли 1916 година баща ѝ умира, след което майката на Мара заминава за Тетово с нея и брат ѝ. Родът по произход е от Метохия, от околностите на Дяково.
Детството и младостта си Мара прекарва в Тетово, където завършва занаятчийско училище, въпреки че желанието ѝ е да завърши учителското училище в Скопие, което не успява да запише, тъй като се проваля на изпита по музика. На 20 май 1934 година в Тетово се жени за Слободан Джорджевич, учител и музикант, който е родом от Ябуче близо до Лайковац. С него има двама сина.
След края на Първата световна война Мара пее народни тетовски песни. Талантът ѝ бързо става известен в Тетово и тя често е канена да пее по различни поводи. Това е началото на нейната певческа кариера, която се състои предимно в изпълнение на тетовски песни, а след като се премества в Прищина в 1945 година, Мара започва да пее оригинални сръбски песни от Косово и Метохия, които я правят известна.
В Прищина Мара става солистка на хор „Раднички“, както и първата вокална солистка на Радио Прищина, след откриването му. В 1947 година става солистка на Радио Белград. Тя записва голям брой косовски песни за фоноархива за Радио Белград в периода от 1956 до 1969 година. В 2000 година с лейбъла на Продукция на грамофонни плочи Радио-телевизия Белград (ПГП РТБ) е издаден компактдискът Песме са Косова и Метохије („Песни от Косово и Метохия“) със записи на Мара Джорджевич.
Умира на 22 януари 2003 година в сръбския град Панчево.

## Дискография

### Албуми
- Песме са Косова и Метохије (2000) (ПГП РТБ)

### Сингли
- Каранфиле / Ајде Јано (1956) (Юготон)
- Ајде Јано коло да играмо (1976) (ПГП РТБ)

### В компилации
- Various - Песме и игре народа Југославије, с песните Ајде Јано коло да играмо и Каранфил се на пут спрема (1960) (ПГП РТБ)
- Various - Песме и игре народа Југославија (Белград 1962), с песента Ајде Јано коло да играмо (1962) (ПГП РТБ)
- Various - Песме и игре народа Југославије, с песента Каранфил се на пут спрема (1973) (ПГП РТБ)
- Various - Песме и игре народа Југославија, с песнитеАјде Јано коло да играмо и Денино коло (1973) (ПГП РТБ)
- Various - С' песмом и игром кроз Југославију, с песента Каранфил се на пут спрема (1977) (ПГП РТБ)
- Various - Ој голубе - Најлепше традиционалне песме, с песните Ајде Јано, Запевала сојка птица и Устај Като, устај злато (2001) (ПГП РТБ)